# Bear Lake (Idaho/Utah)
Bear Lake (deutsch Bärensee) ist ein natürlicher See auf der Grenze der US-Bundesstaaten Idaho und Utah.

## Geographische Lage
Der See hat eine Fläche von 282 km², eine Länge von 32 km und eine Breite von 13 km; er ist bis zu 63 m tief.
Er liegt 1821 m über dem Meeresspiegel.
Seine Lage ist auf der nordöstlichen Seite der Wasatchkette und auf der Ostseite der Bear River Mountains.
Sein Wasser wird für Bewässerungen im Bear Lake Valley im Südosten von Idaho verwendet. Das Wasser des Bear Lake wird seit 1915 über den Bear River Outlet in den Bear River geleitet.

## Klima
Der Sommer ist trocken und warm. Im Winter ist es oft neblig und schneereich. Der See friert im Winter zu.

## Fauna und Flora
Der See ist ein gutes Angelrevier. Bemerkenswert sind drei endemische (das heißt weltweit nur hier vorkommende) Fischarten aus der Coregoninengattung Prosopium.
Das Bear Lake Valley ist berühmt für seine wilden Himbeeren.

## Tourismus
Der See hat eine dunkle blaue Farbe und ist mit seinen Stränden sehr populär bei Sommertouristen. Es gibt mehrere Freizeithäfen und Strände am See.
Die beiden wichtigsten touristischen Orte am See sind Garden City und Laketown. Sowohl der Staat Utah als auch der Staat Idaho haben am See einen State Park eingerichtet. Beide Parks heißen Bear Lake State Park.